# Love Yourself: Her
| Оценки критиков | Оценки критиков |
| Источник        | Оценка          |
| --------------- | --------------- |
| IZM             | [ 1 ]           |
| The Star        | 7/10            |
| Hello Asia      | 9/10            |

Love Yourself 承 `Her` — пятый мини-альбом южнокорейского бой-бенда BTS. Был выпущен 18 сентября 2017 года лейблом Big Hit Entertainment; состоит из четырёх различных версий («L», «O», «V» и «E») с главным синглом «DNA». Также только на физических копиях были доступны два скрытых трека — «Skit: 망설임과 두려움 (Skit: Hesitation and Fear)» и «바다 (Sea)».

## Подготовка и промоушен
Love Yourself 承 'Her' стал первым альбомом BTS, выпущенным после смены официального логотипа и новой расшифровки названия на английском («Beyond the Scene»). Промоушен новой эры стартовал 10 августа с выпуска постеров к дорамному проекту «Люби себя» (англ. Love Yourself), который будет выходить на протяжении 2017 и 2018 годов. 21 августа появилась первая информация о предстоящем камбэке группы 18 сентября, и агентство подтвердило эти слухи. До релиза было заявлено, что альбом обрисует истории «молодых влюблённых людей». 4 сентября был выпущен трейлер, содержащий интро «Serendipity». Трек был записан Чимином, и описан как «успокаивающий урбан-трек» с «мистическим вокалом и характерным текстом». Двумя днями позднее были опубликованы концепт-фото для всех версий альбома. Трек-лист опубликовали 12 сентября; тизеры видеоклипа «DNA» появились 14 и 15 сентября. 18 сентября альбом был официально выпущен на физических и цифровых носителях; состоялся выход видеоклипа «DNA», который за сутки набрал более 20 миллионов просмотров, что стало абсолютным рекордом среди всех корейских групп
В день релиза альбома BTS провели пресс-конференцию; после релиза состоялась трансляции в приложении «V Live». Камбэк-шоу было проведено 21 сентября и транслировалось на многих платформах по всему миру. 22 сентября состоялось первое выступление на Music Bank.

## Коммерческий успех
С 25 по 31 августа 2017 года компания LOEN Entertainment, ответственная за физические продажи BTS, зарегистрировала 1 051 546 копий только по результатам предзаказа. Таким образом, BTS стали первой корейской группой, предзаказы нового альбома которой преодолели порог в 1 миллион. В день выхода Love Yourself 承 `Her` стал № 1 в iTunes 73 стран, включая США, Великобританию, Германию, Австралию, Канаду, Гонконг, Малайзию и Японию — это также лучший показатель среди всех корейских артистов. Сингл «DNA» покорил вершины iTunes 29 стран.
Love Yourself 承 'Her' дебютировал на 1 месте в Gaon Albums Chart, в то время как «DNA» на 2 месте в Gaon Digital Chart, а остальные треки разместились в топ-40. В Billboard 200 альбом дебютировал с 7 места, что также стало лучшим результатом среди корейских артистов и лучшими продажами за неделю в главном альбомном чарте США. BTS стали первыми корейскими артистами за последние 7 лет, которые смогли дебютировать в топ-10, в 2010 году этого результата достиг Чарис.
Согласно результатам продаж Gaon, опубликованным 14 октября, с 18 сентября было продано 1 203 533 копии нового альбома. Это самый высокий показатель продаж за первый месяц в истории чарта; Love Yourself 承 'Her' также стал первым мини-альбомом за последние 16 лет, проданным в количестве более 1,2 миллиона копий (последний раз такого достигали g.o.d в ноябре 2001 года).
Альбом дебютировал на втором месте Oricon Albums Chart, но уже на второй неделе достиг вершины.
По состоянию на начало 2018 года, Love Yourself 承 'Her' установил рекорд по количеству продаж в чарте Gaon, общее число составило 1,585,834 копий с момента релиза.

## Список композиций
| №                   | Название                              | Автор(ы) | Продюсер(ы)              | Длительность |
| ------------------- | ------------------------------------- | --- | ------------------------ | ------------ |
| 1.                  | «Intro: Serendipity»                  | Slow Rabbit Рэй Майкл Джан Джуниор Эштон Фостер Рэп-Монстр "hitman" bang                                          | Slow Rabbit              | 2:19         |
| 2.                  | «DNA»                                 | Pdogg "hitman" bang KASS Supreme Boi Сюга Рэп-Монстр                                                              | Pdogg                    | 3:43         |
| 3.                  | «Best of Me»                          | Эндрю Таггарт Pdogg Рэй Майкл Джан Джуниор Эштон Фостер Сэм Клепнер Рэп-Монстр "hitman" bang Сюга Джей-Хоуп ADORA | Эндрю Таггарт Pdogg      | 3:46         |
| 4.                  | «보조개» (Dimple)                     | Мэттью Тишлер Эллисон Каплан Рэп-Монстр                                                                           | Мэттью Тишлер Crash Cove | 3:16         |
| 5.                  | «Pied Piper»                          | Pdogg JINBO KASS Рэп-Монстр Сюга Джей-Хоуп "hitman" bang                                                          | Pdogg                    | 4:05         |
| 6.                  | «Skit: Billboard Music Awards Speech» | | Pdogg                    | 1:43         |
| 7.                  | «MIC Drop»                            | Pdogg Supreme Boi "hitman" bang Джей-Хоуп Рэп-Монстр                                                              | Pdogg                    | 3:57         |
| 8.                  | «고민보다 Go» (Go Go)                 | Pdogg "hitman" bang Supreme Boi                                                                                   | Pdogg                    | 3:55         |
| 9.                  | «Outro: Her»                          | Сюга Slow Rabbit Рэп-Монстр Джей-Хоуп                                                                             | Сюга Slow Rabbit         | 3:49         |
| Общая длительность: | Общая длительность:                   | Общая длительность:                                                                                               | Общая длительность:      | 30:42        |

10. Sea 5:13
| №                   | Название                                            | Автор(ы)                              | Продюсер(ы)                           | Длительность |
| ------------------- | --------------------------------------------------- | ------------------------------------- | ------------------------------------- | ------------ |
| 10.                 | «Skit: 망설임과 두려움» (Skit: Hesitation and Fear) |                                       | "hitman" bang Pdogg                   | 8:32         |
| 11.                 | «바다» (Sea)                                        | Рэп-Монстр Slow Rabbit Сюга Джей-Хоуп | Рэп-Монстр Slow Rabbit Сюга Джей-Хоуп | 5:15         |
| Общая длительность: | Общая длительность:                                 | Общая длительность:                   | Общая длительность:                   | 43:29        |

## Чарты
| Чарт (2017)                         | Пиковая позиция |
| ----------------------------------- | --------------- |
| Австралия (ARIA)                    | 8               |
| Австрия (Ö3 Austria)                | 17              |
| Belgian Albums (Ultratop Flanders)  | 18              |
| Belgian Albums (Ultratop Wallonia)  | 51              |
| Канада (Canadian Albums Chart)      | 3               |
| Chinese Albums (Billboard V Chart)  | 2               |
| Дания (Hitlisten)                   | 34              |
| Dutch Albums (MegaCharts)           | 19              |
| Финляндия (Suomen virallinen lista) | 11              |
| Франция (SNEP)                      | 83              |
| Германия (Offizielle Top 100)       | 57              |
| Венгрия (MAHASZ)                    | 40              |
| Ирландия (IRMA)                     | 19              |
| Italian Albums (FIMI)               | 56              |
| Japanese Albums (Oricon)            | 1               |
| Japanese Digital Albums (Oricon)    | 1               |
| Japan Hot Albums (Billboard)        | 4               |
| New Zealand Albums (RMNZ)           | 9               |
| Норвегия (VG-lista)                 | 16              |
| Шотландия (Scottish Albums Chart)   | 17              |
| South Korean Albums (Gaon)          | 1               |
| Испания (PROMUSICAE)                | 33              |
| Швеция (Sverigetopplistan)          | 13              |
| Швейцария (Schweizer Hitparade)     | 26              |
| Великобритания (UK Albums Chart)    | 14              |
| US Billboard 200                    | 7               |
| США (Billboard Independent Albums)  | 2               |
| США (Billboard World Albums)        | 1               |

| Чарт (2017)        | Пиковая позиция |
| ------------------ | --------------- |
| Япония (Oricon)    | 1               |
| Южная Корея (Gaon) | 1               |

| Чарт (2017)                           | Пиковая позиция |
| ------------------------------------- | --------------- |
| Australia (ARIA)                      | 99              |
| Canada (Canadian Hot 100)             | 47              |
| France (SNEP)                         | 76              |
| Japan Hot 100 (Billboard)             | 6               |
| New Zealand Heatseeker (RMNZ)         | 2               |
| Philippines (Philippine Hot 100)      | 8               |
| Philippines (K-Pop Top 5)             | 1               |
| Portugal (AFP)                        | 37              |
| Scotland (OCC)                        | 63              |
| Словакия (Singles Digitál Top 100)    | 92              |
| South Korea (Gaon)                    | 2               |
| Sweden Heatseeker (Sverigetopplistan) | 2               |
| UK Singles (OCC)                      | 90              |
| US Billboard Hot 100                  | 67              |

## Продажи и сертификации
| Чарт                            | Продажи   |
| ------------------------------- | --------- |
| Южная Корея (Gaon Albums Chart) | 1,424,886 |
| Китай                           | 231,826+  |
| Япония (Oricon Albums Chart)    | 69,075    |
| США                             | 18,000+   |

## Награды и номинации

### Музыкальные шоу
| Песня | Программа     | Дата                  |
| ----- | ------------- | --------------------- |
| «DNA» | The Show      | 26 сентября 2017 года |
| «DNA» | Show Champion | 27 сентября 2017 года |
| «DNA» | M! Countdown  | 28 сентября 2017 года |
| «DNA» | M! Countdown  | 5 октября 2017 года   |
| «DNA» | Music Bank    | 29 сентября 2017 года |
| «DNA» | Music Bank    | 6 октября 2017 года   |
| «DNA» | Music Bank    | 13 октября 2017 года  |
| «DNA» | Inkigayo      | 1 октября 2017 года   |
| «DNA» | Inkigayo      | 8 октября 2017 года   |
| «DNA» | Inkigayo      | 15 октября 2017 года  |

### Музыкальные премии

#### Mnet Asian Music Awards
| Год  | Категория                                        | Что номинировано | Результат |
| ---- | ------------------------------------------------ | ---------------- | --------- |
| 2017 | Лучшее Танцевальное Выступление (Мужская группа) | «DNA»            | Номинация |
| 2017 | Песня Года                                       | «DNA»            | Номинация |

#### Melon Music Awards
| Год  | Категория                | Что номинировано | Результат |
| ---- | ------------------------ | ---------------- | --------- |
| 2017 | Лучший Мужской Танец     | «DNA»            | Номинация |
| 2017 | Лучшее Музыкальное Видео | «DNA»            | Победа    |

## История релиза
| Страна        | Дата                  | Формат               | Лейбл                 |
| ------------- | --------------------- | -------------------- | --------------------- |
| Южная Корея   | 18 сентября 2017 года | CD цифровая загрузка | Big Hit Entertainment |
| По всему миру | 18 сентября 2017 года | Цифровая загрузка    | Big Hit Entertainment |